# Ruud Gullit
Ruud Gullit (nederländskt uttal: [ˈryt ˈxʏlɪt]
 ( lyssna), född 1 september 1962 i Amsterdam, Nederländerna, är en nederländsk fotbollstränare och före detta fotbollsspelare, känd som lagkapten och en dominerande kraft i både AC Milan och landslaget från senare delen av 1980-talet och några år in på 90-talet. Med Milan vann han Europacupen 1988/89 och 1989/90 och även Serie A tre gånger. I landslaget kom höjdpunkten i och med EM-titeln 1988 då Gullit inledde målskyttet då Nederländerna besegrade Sovjetunionen i finalen.
Gullit avrundade sin aktiva karriär som spelande tränare i Chelsea FC 1995–1998 och lade därefter skorna på hyllan för att satsa enbart på tränarkarriären. Hans senaste klubb som tränare var den ryska klubben FC Terek Groznyj från vilken han fick sparken i juni 2011.

## Karriär
Ruud Gullit är ansedd som en av sin generations bästa offensiva mittfältare med stora framgångar i klubblaget AC Milan och seger i EM i fotboll 1988. Den tekniske holländaren bildade i såväl AC Milan som landslaget en stomme tillsammans med Marco van Basten och Frank Rijkaard.

## Meriter

### I klubblag
Feyenoord
- Eredivisie: 1984
- Nederländska cupen: 1984

 PSV Eindhoven
- Eredivisie: 1986, 1987

 AC Milan
- Serie A: 1988, 1992, 1993
- Italienska Supercupen: 1988, 1992, 1994
- Europacupen: 1989, 1990
- Uefa Supercup: 1989, 1990
- Interkontinental Cup: 1989, 1990 (föregångare till VM för klubblag)

 UC Sampdoria
- Italienska Cupen: 1994

 Chelsea FC
- FA-cupen: 1997

### I landslag
Nederländerna
- EM-guld: 1988
- EM-semifinal: 1992
- VM-turneringar: 1990
- EM-turneringar: 1988, 1992

### Individuellt
- Holländska Andraligans bästa spelare: 1981
- Eredivisies bäste spelare: 1984, 1986
- Eredivisies vice skyttekung: 1986 (24 mål)
- World Soccer Magazines utmärkelse Världens bäste fotbollsspelare: 1987, 1989. (2:a 1988, 3:a 1993)
- France Footballs utmärkelse Europas bäste fotbollsspelare: 1987 (2:a 1988)
- FIFAs utmärkelse Världens bäste fotbollsspelare: 1987
- Årets Idrottare i Holland: 1987
- Silverbollen som näst bäste spelare i EM 1988
- Uttagen i All Star Team i EM: 1988, 1992
- Silverbollen som Premier Leagues näst bäste spelare: 1996
- Chelseas bäste spelare: 1996
- Med på FIFA 100 över de 125 då bästa levande spelarna, utsedd av Pelé 2004